# Sima Ćirković
Sima Ćirković (en serbio: Сима Ћирковић; 29 de enero de 1929 - 14 de noviembre de 2009) fue un historiador yugoslavo y serbio. Ćirković fue miembro de la Academia de Ciencias y Artes de Bosnia y Herzegovina, la Academia Yugoslava de Ciencias y Artes, la Academia Montenegrina de Ciencias y Artes, la Academia Serbia de Ciencias y Artes y la Academia de Ciencias y Artes de Vojvodina. Sus obras se centraron en la historia medieval serbia.
Vida y educación
Sima Ćirković nació el 29 de enero de 1929 en Osijek, Banovina del Sava en el Reino de los Serbios, Croatas y Eslovenos.
Asistió a la escuela primaria en Sombor y fue a la escuela secundaria en Belgrado durante la ocupación de Serbia por el Eje (1941-1944) en la Segunda Guerra Mundial. Después, continuó su educación secundaria en Sombor de 1945 a 1948. Comenzó sus estudios de historia en la Facultad de Filosofía de la Universidad de Belgrado en 1948, graduándose en 1952. Después de un breve período en los Archivos Estatales de Zrenjanin y la Biblioteca Nacional de Serbia, fue elegido asistente en el Instituto de Historia de Belgrado en 1955. En 1957, defendió su tesis doctoral Herceg Stefan Vukčić Kosača i njegovo doba [Herceg Stefan Vukčić Kosača y su época]. Posteriormente, se convirtió en profesor adjunto en la Facultad de Filosofía de Belgrado, donde impartió la asignatura de Historia de los pueblos de Yugoslavia durante la Edad Media. Se convirtió en profesor titular en 1968, fue vicedecano de 1964 a 1966 y decano de 1974 a 1975, y se jubiló en 1994.

## Activismo y puntos de vista
En enero de 1975, Ćirković dimitió de su puesto de decano de la Facultad de Filosofía de la Universidad de Belgrado tras la suspensión prevista del grupo disidente marxista Praxis humanista, todos ellos profesores de su facultad.
En 1986, Ćirković criticó el Memorándum de la Academia Serbia de Ciencias y Artes, mientras que durante el asedio de Dubrovnik en 1991, él y otros historiadores yugoslavos enviaron una carta abierta a las fuerzas yugoslavas pidiéndoles que no dañaran el distrito histórico de la ciudad.
Ćirković enfatizó que la historia del pueblo serbio está intrínsecamente ligada a sus movimientos migratorios, que han persistido a lo largo del tiempo. De particular importancia fueron las migraciones a Hungría durante los siglos xv y xvi, ya que, para el historiador, expusieron a una parte significativa de la población serbia a la civilización europea moderna. Para Ćirković, esta interacción condujo al avance cultural, al establecimiento de una sociedad civil y al fortalecimiento de los esfuerzos de resistencia en regiones que aún se encontraban bajo dominio otomano. De manera similar al enfoque científico que ha desmantelado las nociones de una presencia eslava centenaria en Bačka y Banato, consideraba que la teoría de los albanokosovares como autóctonos en el territorio de Kosovo era un mito, uno que el pensamiento crítico eventualmente descartaría.
Ćirković también expresó su clara preocupación por las relaciones actualmente conflictivas entre serbios y albaneses. En concreto, creía que la superposición geográfica de estas dos poblaciones imposibilitaba por completo la creación de una sensación de seguridad para ambos grupos mediante la división territorial. En cambio, Ćirković defendía lo que percibía como un enfoque pragmático de tolerancia. Enfatizó la necesidad de otorgar a cada comunidad suficiente autonomía en materia de educación, uso del idioma y conexiones con su entorno cultural primario y sus compatriotas. Su principal preocupación era promover la tolerancia para facilitar el diálogo como requisito previo para el progreso material y cultural de ambos pueblos.
Ćirković consideró que Bosnia y Herzegovina tiene una base histórica y que su existencia en la época moderna tiene una doble justificación. Argumentó que Bosnia y Herzegovina se posiciona como un Estado soberano en el mundo moderno no solo por su historia medieval y su desarrollo sociopolítico específico, independiente de sus vecinos, sino también porque debería constituir un factor estable que conecte a los países vecinos que en su día formaron un solo Estado, y no debería organizarse como un Estado nacional, sino como un Estado-nación, ya que sus divisiones internas se basan exclusivamente en líneas confesionales.
Según Ćirković, el controvertido Memorándum de la SANU debería ser considerado como «un supuesto Memorando» porque nunca fue adoptado por la Academia y afirma que, por lo tanto, llamar al documento un «memorando» es una manipulación.

## Premios
- "Premio Oktobarska" (1965)
- "Premio Prosveta" (1972)
- "Premio Sedmojulska" de la República Socialista de Serbia a la trayectoria (1982)
- "Orden rada sa crvenom zastavom" (1988) (Orden del Trabajo con Bandera Roja)
- Premio de Belgrado (2006)
- Medalla "Konstantin Jirecek" de la Sociedad Alemana para el Sudeste de Europa (2006).[3]

## Legado
En 2006, el historiador croata Ivo Banac mencionó a Ćirković como «el historiador serbio vivo más importante».
Los historiadores John R. Lampe y Constantin Iordachi describen a Ćirković como «el principal historiador medieval de Serbia».

## Obras
- Ostaci starije društvene strukture u bosanskom feudalnom društvu, Istorijski glasnik 3-4, Belgrado, 1958. 155-164. p.
- Srednjovekovna srpska država-izabrani izvori, Školska knjiga, Zagreb, 1959.
- Ćirković, Sima (1959). «Jedan prilog o banu Kulinu». Istorijski časopis. 9-10: 71-77.
- Četvtina, Naučno delo, Belgrado, 1963.
- Die bosnische Kirche, Accademia Nazionale dei Lincei,Roma, 1963.
- Ćirković, Sima (1964a). Istorija srednjovekovne bosanske države. Belgrado: Serbian Literary Guild.
- Ćirković, Sima (1964b). «Sugubi venac: Prilog istoriji kraljevstva u Bosni». Zbornik Filozofskog fakulteta u Beogradu 8 (1): 343-370.
- Ćirković, Sima (2014). «The Double Wreath: A Contribution to the History of Kingship in Bosnia». Balcanica (45): 107-143. doi:10.2298/BALC1445107C. Parámetro desconocido |orig-year= ignorado (ayuda)
- Ćirković, Sima (1964v). Herceg Stefan Vukčić-Kosača i njegovo doba. Belgrado: Naučno delo.
- Golubac u srednjem veku, Braničevo, Požarevac, 1968.
- Istorija za II razred gimnazije, Zavod za izdavanje udžbenika, Sarajevo,1967, 1969.
- Đurađ Kastriot Skenderbeg i Bosna, Simpozijum o Skenderbegu, Priština, 1969.
- Ćirković, Sima (1970). «Zeta u državi Nemanjića». Istorija Crne Gore 2. Titograd: Redakcija za istoriju Crne Gore. pp. 3-93.
- Ćirković, Sima (1970). «Doba Balšića (prvi deo)». Istorija Crne Gore 2. Titograd: Redakcija za istoriju Crne Gore. pp. 3-48.
- O despotu Vuku Grgureviću, Matica srpska, Novi Sad,1970.
- Zdravstvene prilike u srednjovekovnoj bosanskoj državi,Acta historica medicinae, pharmaciae et veterinae 10/2, Sarajevo,1970. 93-98 p.
- Istorija ljudskog društva i kulture od XII do XVIII za učenike II razreda gimnazije društveno-jezičkog smera, Zavod za izdavanje udžbenika Narodne Republike Srbije, Belgrade,1962,1964,1966,1968,1970,1971. (prevedeno na mađarski, rumunski, bugarski i albanski jezik)
- Srednjovekovna Bosna u delu Ante Babić ,"Babić A., Iz istorije srednjovekovne Bosne", Sarajevo,1972. 5-8. p.
- Odjeci ritersko-dvorjanske kulture u Bosni krajem srednjeg veka,"Srednjovekovna Bosna i evropska kultura", Muzej grada, Zenica,1973. 33-40. p.
- Ćirković, Sima (1974). Despot Georg Branković und die Verhandlungen zwischen Ungarn und der Turken im J. 1454. L'Académie serbe des Sciences et des Arts.
- Ćirković, Sima (1981). «Obrazovanje srpske države». Istorija srpskog naroda 1. Belgrado: Serbian Literary Guild. pp. 141-155.
- Ćirković, Sima (1981). «Srbija između Vizantijskog carstva i Bugarske». Istorija srpskog naroda 1. Belgrado: Serbian Literary Guild. pp. 156-169.
- Ćirković, Sima (1981). «Osamostaljivanje i uspon dukljanske države». Istorija srpskog naroda 1. Belgrado: Serbian Literary Guild. pp. 180-196.
- Ćirković, Sima (1982). «Godine kriza i previranja». Istorija srpskog naroda 2. Belgrado: Serbian Literary Guild. pp. 47-63.
- Ćirković, Sima (1982). «Protivrečnosti balkanske politike». Istorija srpskog naroda 2. Belgrado: Serbian Literary Guild. pp. 230-240.
- Ćirković, Sima (1982). «Kretanja prema severu». Istorija srpskog naroda 2. Belgrado: Serbian Literary Guild. pp. 314-329.
- Ćirković, Sima (1982). «Srpska vlastela u borbi za obnovu Despotovine». Istorija srpskog naroda 2. Belgrado: Serbian Literary Guild. pp. 373-389.
- Ćirković, Sima (1982). «Pad Bosne i pokušaji otpora turskom osvajanju». Istorija srpskog naroda 2. Belgrado: Serbian Literary Guild. pp. 390-402.
- Ćirković, Sima (1982). «Srpski živalj na novim ognjištima». Istorija srpskog naroda 2. Belgrado: Serbian Literary Guild. pp. 431-444.
- Ćirković, Sima (1982). «Poslednji Brankovići». Istorija srpskog naroda 2. Belgrado: Serbian Literary Guild. pp. 445-464.
- Ćirković, Sima (1982). «Srbi u odbrani ugarskih granica». Istorija srpskog naroda 2. Belgrado: Serbian Literary Guild. pp. 465-478.
- Ćirković, Sima (1982). «Poslednji despoti». Istorija srpskog naroda 2. Belgrado: Serbian Literary Guild. pp. 479-490.
- Ćirković, Sima (1991). «Tragovi slovenskog stanovništva na tlu Albanije u srednjem veku». Stanovništvo slovenskog porijekla u Albaniji. Titograd: Istorijski institut. pp. 43-56.
- Ćirković, Sima (1995). Srbi u srednjem veku. Belgrado: Idea.
- Ćirković, Sima; Mihaljčić, Rade, eds. (1997). Enciklopedija srpske istoriografije. Belgrado: Knowledge. ISBN 9788680269351.
- Ćirković, Sima; Mihaljčić, Rade, eds. (1999). Leksikon srpskog srednjeg veka. Belgrado: Knowledge. ISBN 9788683233014.
- Ćirković, Sima (2000). «Archiepiscopus Craynensis». Istorijski Zapisi 73 (1–2): 47-54.
- Ćirković, Sima (2004). Srbi među evropskim narodima. Belgrado: Equilibrium. ISBN 9788682937043.
- Ćirković, Sima (2004). The Serbs. Malden: Blackwell Publishing. ISBN 9781405142915.